# 갈색목세발가락나무늘보
갈색세발가락나무늘보(학명 : Bradypus variegatus)는 중앙아메리카와 남아메리카의 신열대구 지역에서 사는 세발가락나무늘보과의 한 종이다. 세발가락나무늘보에 속하는 나무늘보 중에서 가장 흔하고 잘 알려진 종류이다. 보통 홀로 살며 나무의 잎을 먹고 산다. 이 종의 암컷은 수컷을 불러들이기 위해 "아이 아이"하면서 인간 여성이 소리지르는 것과 닮은 큰 소리를 지르는 것으로 알려져 있다. 갈색세발가락나무늘보는 회색빛이 도는 갈색 털을 가지고 있으며, 아주 거칠다. 머리는 둥그스름하고, 낮은 코를 가지고 있으며, 못같은 이빨을 가지고 있다.